# Arsinoë II.
Arsinoë II. Philadelphos (altgriechisch Ἀρσινόη Φιλάδελφος Arsinóē Philádelphos; * um 316 v. Chr.; † Juli 270 oder Juli 268 v. Chr.) gilt als die erste bedeutende weibliche Persönlichkeit der in Ägypten herrschenden Dynastie der Ptolemäer. Sie war eine Tochter des Diadochen und Dynastiegründers Ptolemaios I. und dessen zweiter Ehefrau Berenike I. Bekannt war Arsinoë II. vor allem durch ihre dritte Ehe mit ihrem Vollbruder Ptolemaios II. (Geschwisterehe); davor war sie von etwa 300 bis 281 v. Chr. mit dem Diadochen Lysimachos sowie 280 v. Chr. kurzzeitig mit ihrem Halbbruder Ptolemaios Keraunos verheiratet. Noch zu ihren Lebzeiten ließ ihr Ptolemaios II. einen göttlichen Status zuerkennen und stiftete nach ihrem Tod zu ihrer Verehrung einen in ganz Ägypten und im östlichen Mittelmeerraum bis ins 2. Jahrhundert v. Chr. zelebrierten Arsinoë-Kult.

## Familie
- Vater: Ptolemaios I. Soter
- Mutter: dessen zweite Frau Berenike I.
- Geschwister:
  - Vollgeschwister: Ptolemaios II. Philadelphos, Philothera, Theoxene
  - Halbgeschwister väterlicherseits: Ptolemaios Keraunos, Meleagros, Lysandra; Lagos, Leontiskos, Eirene
  - Halbgeschwister mütterlicherseits: Magas, Antigone
- Ehemänner und Söhne:
  - 1. Lysimachos († 281 v. Chr.), Herrscher von Thrakien, Makedonien und Westkleinasien
    - Ptolemaios[1] (wahrscheinlich identisch mit Ptolemaios der Sohn)
    - Philippos († 281 v. Chr.)
    - Lysimachos († 281 v. Chr.)

  - 2. Ptolemaios Keraunos († 279 v. Chr.)
  - 3. Ptolemaios II. Philadelphos († 246 v. Chr.)

## Leben

### Abstammung und frühes Leben
Arsinoë II. war eine Tochter des Diadochen Ptolemaios I. Soter, der seit dem Tod Alexanders des Großen (323 v. Chr.) über Ägypten herrschte, und dessen zweiter Gattin Berenike I. Sie wurde um 316 v. Chr. möglicherweise in Memphis geboren, aber wohl in der neugegründeten Stadt Alexandria aufgezogen, die ihr Vater zur neuen Metropole des Nillandes machte. Über ihre Kindheit und Erziehung ist nichts bekannt; da sie aber später als Patronin von Gelehrten auftrat und für ihr Wissen bekannt war, dürfte sie eine gute Ausbildung genossen haben. Ihre Brüder und Halbbrüder erhielten Unterricht von Gelehrten, die ihr Vater ausgewählt hatte, und auch Arsinoë nahm wahrscheinlich daran teil. In ihrem späteren Leben korrespondierte sie mit dem Philosophen Straton von Lampsakos, der wohl früher ihr Lehrer war, wie er auch ihren jüngeren Bruder Ptolemaios II. Philadelphos unterrichtete.

### Ehe mit Lysimachos
Da Ptolemaios I. nicht an der Schlacht bei Ipsos (301 v. Chr.) teilgenommen hatte, in der die alliierten Diadochen Seleukos I., Lysimachos und Kassander über Antigonos Monophthalmos und Demetrios Poliorketes siegten, drohte er gegenüber den überlebenden letzten Diadochen in Isolation zu geraten. Daher entschloss sich der Ptolemäer-König, eine Heiratsallianz mit Lysimachos zu schließen, indem er diesen um 300/299 v. Chr. mit seiner etwa 16-jährigen Tochter Arsinoë II. verheiratete. Zu diesem Zweck trennte sich Lysimachos, der über Thrakien und Teile Kleinasiens herrschte, von seiner bisherigen Gemahlin, der Perserin Amastris. Arsinoë gebar Lysimachos drei Söhne, und zwar vor 297 v. Chr. Ptolemaios (der wohl mit Ptolemaios der Sohn identisch ist), um 297 v. Chr. Philippos sowie um 294 v. Chr. Lysimachos. Über ihre fast zwei Jahrzehnte dauernde Ehe ist wenig bekannt.
Ihr wesentlich älterer, mehr als 60 Jahre zählender Mann, auf den Arsinoë einen dominierenden Einfluss ausübte, wurde 287 v. Chr. auch König von Makedonien. Lysimachos soll einen seiner Offiziere, Telesphoros, bis zu dessen Tod in einen Käfig eingesperrt haben, weil dieser Arsinoë während eines Banketts verspottet hatte. Nachdem Lysimachos sich nach der Ermordung der Amastris 284/283 v. Chr. in den Besitz von Herakleia Pontike gesetzt hatte, konnte Arsinoë ihn dazu überreden, dass er ihr diese Stadt sowie die Orte Tios und Amastris übertrug. In Herakleia ließ sich durch Herakleides von Kyme ein strenges Regiment führen. Um dieselbe Zeit benannte er Ephesos ihr zu Ehren in Arsinoeia um. Auch Kassandreia befand sich später in ihrem Besitz.
Um ihrem ältesten Sohn Ptolemaios die Thronfolge zu sichern, suchte Arsinoë ihren Stiefsohn, den Kronprinzen Agathokles, der als Ehemann ihrer Stiefschwester Lysandra zugleich ihr Schwager war, zu beseitigen. Angeblich wollte sie sich an Agathokles auch rächen, weil dieser ihre Liebesanträge verschmäht haben soll. Lysimachos stimmte unter ihrem Einfluss der Eliminierung des Kronprinzen zu. Nach einem gescheiterten Vergiftungsversuch wurde Agathokles laut dem antiken Historiker Memnon von Herakleia von seinem Schwager Ptolemaios Keraunos, dem Halbbruder der Arsinoë, im Kerker ermordet. Der Althistoriker Werner Huß nimmt dagegen an, dass Arsinoës ältester Sohn Ptolemaios Agathokles umgebracht habe. Dieser Mord ereignete sich wohl 283/282 v. Chr.
Lysandra floh daraufhin nach Syrien an den Hof von Seleukos I., der sich zum Rächer des getöteten Prinzen erklärte und Lysimachos den Krieg erklärte. In der Schlacht von Kurupedion bei Sardes wurde Lysimachos im Frühjahr 281 v. Chr. getötet. Arsinoë hielt sich zu dieser Zeit in Ephesos auf. Als die vormarschierenden seleukidischen Truppen in die Stadt eindrangen, schlug sie sich als einfache Frau verkleidet unerkannt zum Hafen durch und entfloh zu Schiff. Eine Sklavin, die sie an ihrer Stelle drapiert hatte, wurde dagegen von der Soldateska im Glauben, die Frau des Feindes aufgegriffen zu haben, getötet.

### Ehe mit Ptolemaios Keraunos
Arsinoë II. gelang auf dem Seeweg die Flucht nach der ihr gehörigen festen makedonischen Stadt Kassandreia, wo sie sich verschanzte. Seleukos I. machte sich inzwischen auf den Weg, um die Herrschaft über Makedonien und Thrakien zu erringen, wurde aber im August/September 281 v. Chr. bei Lysimacheia von Arsinoës Halbbruder Ptolemaios Keraunos ermordet. Dieser beabsichtigte nun selbst die Herrschaft in Makedonien zu übernehmen und suchte dies durch eine Ehe mit seiner Halbschwester zu legitimieren. Um deren Einwilligung zu erhalten, versprach er, ihre Söhne zu adoptieren und deren Thronfolgerecht anzuerkennen, sobald sie das Mündigkeitsalter erreicht hätten. Arsinoë traute ihm aber nicht. Erst als Ptolemaios Keraunos im heiligsten makedonischen Zeustempel sein Versprechen durch einen feierlichen Eid gegenüber den Göttern bekräftigte und dabei äußerte, er werde sie zur Königin erheben und keine andere Frau neben ihr haben, stimmte Arsinoë der Heirat zu.
Daraufhin fand etwa Anfang 280 v. Chr. die Hochzeit an einem unbekannten Ort mit großem Gepränge statt. Ptolemaios Keraunos berief nun die Heeresversammlung ein, setzte Arsinoë das Diadem auf und bezeichnete sie als Königin. Doch ihr ältester Sohn Ptolemaios, der seiner Mutter von der Heirat abgeraten hatte, rebellierte gegen seinen Stiefvater und floh zum illyrischen Herrscher Monunios. Vermutlich erst jetzt entschloss sich Ptolemaios Keraunos, die Söhne der Arsinoë zu beseitigen. Arsinoë hatte ihren Halbbruder nach Kassandreia eingeladen, sich vor ihm dorthin begeben und die Häuser, Tempel und Plätze der Stadt schmücken lassen. Als sie ihm die Tore öffnete, gab Ptolemaios Keraunos umgehend den Befehl, die Zitadelle zu besetzen und er ließ ihre zwei jüngeren Söhne, den 16-jährigen Lysimachos und 13-jährigen Philippos, vor ihren Augen grausam ermorden. Arsinoë selbst wurde von ihrem Halbbruder verschont, weil er wohl sein Verhältnis zu Ptolemaios II. nicht zu stark belasten wollte. So wurde Arsinoë mit lediglich zwei Dienern der Stadt verwiesen, worauf sie ihre Zuflucht in Samothrake nahm. Dort hatte sie zwischen den Jahren 287 und 281 v. Chr. den nach ihr benannten Tempel Arsinoeion gestiftet, der mit 17 m Durchmesser der größte stützlose Rundbau der griechischen Antike war.

### Ehe mit Ptolemaios II.

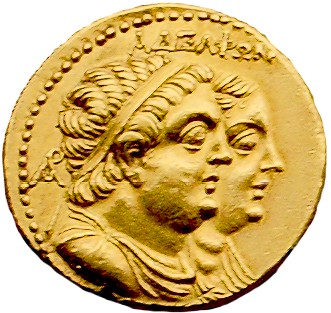
Münzportrait des Ptolemaios II. und der Arsinoë II.

Wahrscheinlich bald nach dem Tod des Keraunos 279 v. Chr. im Kampf gegen die Kelten begab sich Arsinoë II. wieder nach Ägypten, wo ihr Vollbruder, König Ptolemaios II., herrschte. Hier war sie nach verbreiteter Meinung unter Althistorikern für die Anklage und Verbannung der ersten Frau ihres Bruders, Arsinoë I., verantwortlich. Doch ist weder das genaue Jahr ihrer Ankunft in Ägypten noch jenes der Verbannung Arsinoës I. bekannt; ferner ist auch nicht ausdrücklich überliefert, dass Arsinoë II. tatsächlich die Initiatorin der Verdrängung Arsinoës I. vom Thron war. Jedenfalls heiratete Arsinoë II. danach Ptolemaios II. in Geschwisterehe und nahm damit die königliche Stellung der verbannten ersten Gattin ihres Bruders ein. Das Jahr dieser ihrer dritten Eheschließung ist wiederum nicht überliefert. Die 1883 entdeckte hieroglyphische Pithomstele lehrt zumindest, dass Arsinoë II. bereits im 12. Regierungsjahr des Königs mit ihm vermählt war. Falls hier die Regierungsjahre Ptolemaios’ II. ab dem Beginn seiner Koregentschaft mit seinem Vater (285 v. Chr.) gezählt werden, so fand die Geschwisterheirat laut dem Zeugnis der Stele vor dem November 274 v. Chr. statt; sollten die Regierungsjahre hingegen vom Beginn von Ptolemaios’ Alleinherrschaft (283 v. Chr.) an gerechnet werden, wurde die Ehe vor dem November 272 v. Chr. geschlossen. Auch die näheren Umstände und Gründe der Heirat sind unbekannt; eventuell war dafür die Erwägung des dynastischen Zusammenhalts oder ein Zusammenhang mit dem Ersten Syrischen Krieg (274–271 v. Chr.) ausschlaggebend.
Die Vermählung zwischen Geschwistern entsprach zwar ägyptischen Sitten, verstieß aber gegen griechische Anschauungen. Für viele traditionelle, exogam eingestellte Griechen und Makedonen stellte daher die Ehe Arsinoës mit ihrem mehrere Jahre jüngeren Vollbruder, aus der wohl keine Kinder hervorgingen, einen Inzest und großen Skandal dar. Der Dichter Sotades verfasste auf diese Ehe Spottverse und zog sich hierdurch den Zorn des Königspaars zu. Er musste fliehen und wurde laut Hegesandros von Delphi später vom ptolemäischen Admiral Patroklos in Kaunos aufgegriffen und im Meer ertränkt; nach anderer Tradition soll er lange in einem Kerker eingesperrt worden sein. Der Hofdichter Theokrit hingegen verbreitete ptolemäische Propaganda, feierte dementsprechend die Geschwisterehe des Herrscherpaars als göttergleich und heimste so viel Ruhm ein. Laut dem Fragment einer Schrift des späteren ägyptischen Königs Ptolemaios VIII. hatte Ptolemaios II. aber neben seiner Schwestergemahlin auch Beziehungen zu zahlreichen Mätressen.
Um den skandalösen Eindruck der Geschwisterehe zu mildern, erhielt Arsinoë wohl schon zu ihren Lebzeiten den griechischen Beinamen Philadelphos (Φιλάδελφος Philadelphos, deutsch ‚(die) „Bruderliebende“‘), der das neutrale Konzept der Geschwisterliebe darstellt. Nach ihrem Tod erhielt sie ihn als Kulttitel. Die Griechen sollten gemäß der Hofpropaganda an die Ehe zwischen Zeus und Hera erinnert werden, die Ägypter an jene zwischen Osiris und Isis. Arsinoë war auch die erste ptolemäische Königin, die schon zu Lebzeiten vergöttlicht wurde, indem ihr Bruder sie mit Isis gleichsetzte, wie zum Beispiel die Inschriften in der Tempelanlage von Philae zeugen. Dabei sollte sie nicht nur die erste, sondern auch die einzige Ptolemäerin bleiben, die sowohl von Griechen als auch von Ägyptern als Gottheit anerkannt werden sollte, was unter anderem durch ihre häufigen Darstellungen mit doppelten Füllhörnern demonstriert wurde.

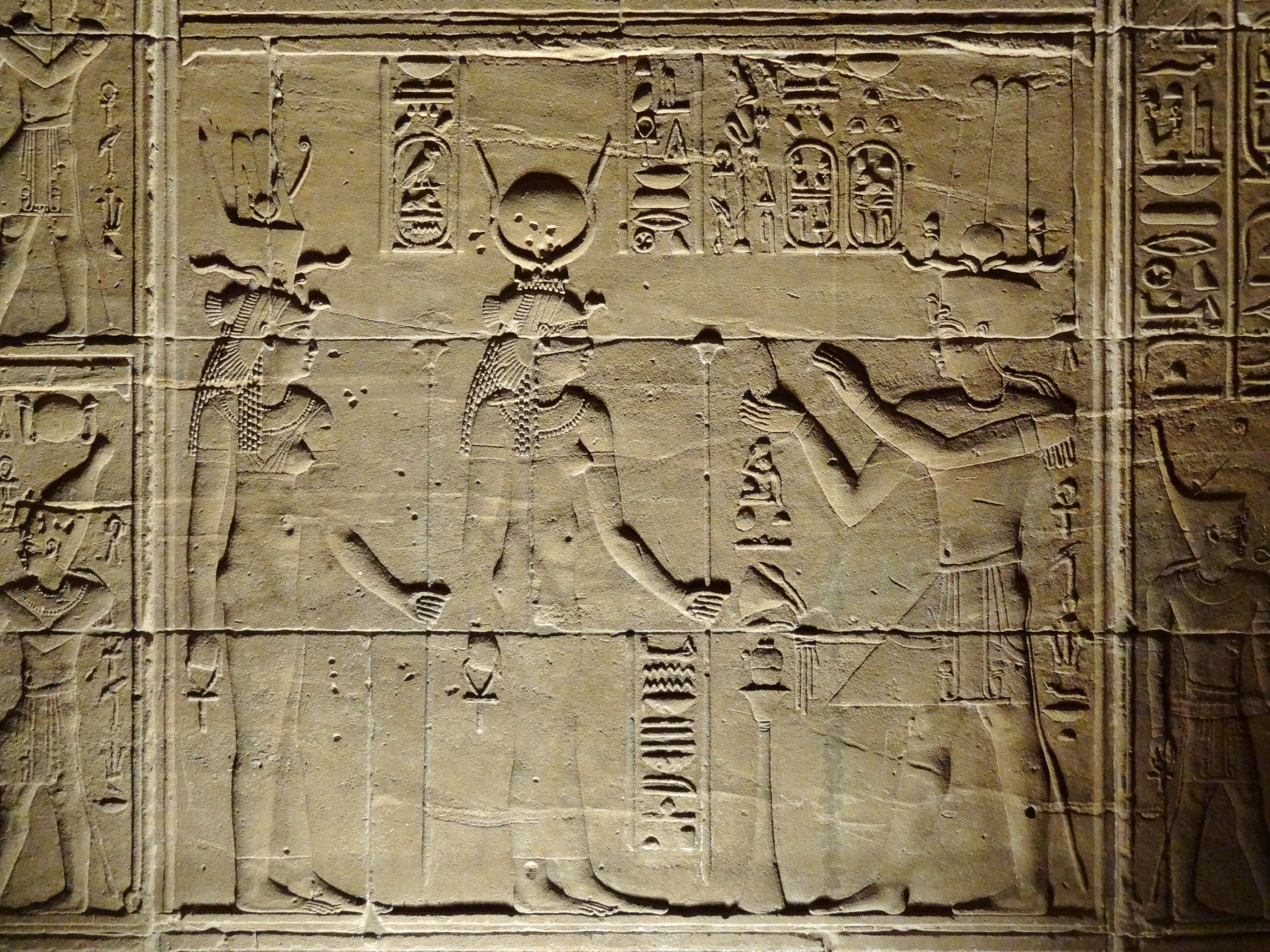
Arsinoë II. und Ptolemaios II. neben der Göttin Isis im Tempel von Philae

Ptolemaios II. und Arsinoë II. erweiterten ferner den eponymen Alexanderkult, indem sie ihre verstorbenen Eltern vergöttlichen und sich um 272 v. Chr. auch selbst als „Geschwistergötter“ (Θεοὶ Ἀδελφοί Theoi Adelphoí) in den dynastischen Kult aufnehmen und verehren ließen. Der Nauarch Kallikrates von Samos war der erste eponyme Priester der Theoi Adelphoí. Ägyptische Priester verliehen Arsinoë in hieroglyphischen Dokumenten den Titel einer Königin von Ober- und Unterägypten bzw. Herrscherin der beiden Länder. Sie stand daher aus eigenem Recht neben Ptolemaios II.
Arsinoë war wahrscheinlich am ägyptischen Hof sehr einflussreich und begleitete nach dem Zeugnis der Pithom-Stele ihren Brudergemahl während des Ersten Syrischen Kriegs 274/273 v. Chr. ins Grenzgebiet des östlichen Nildeltas, um dort die Landesverteidigung gegen die Seleukiden zu organisieren. In den 260er Jahren v. Chr., zur Zeit des Chremonideischen Kriegs, war in Griechenland die Meinung verbreitet, dass die Königin maßgeblich den damaligen antimakedonischen Kurs der ptolemäischen Außenpolitik gesteuert hatte. Ein attisches Dekret des Chremonides (268 v. Chr.) erwähnt, dass sich Ptolemaios II. bei seiner Unterstützung griechischer Staaten gegen die makedonische Hegemonie von der Politik seiner Vorfahren und der politischen Einstellung Arsinoës habe leiten lassen. Arsinoë pflegte ihr machtvolles Erscheinungsbild in der griechischen Welt auch, indem sie eines ihrer Pferdegespanne an den Olympischen Spielen wohl des Jahres 272 v. Chr. teilnehmen ließ und damit bei den Wagenrennen einen dreifachen Sieg errang. Sie starb entweder im Juli 270 oder Juli 268 v. Chr.

### Postume Verehrung
Nach Arsinoës Ableben ließ Ptolemaios II. sie auf offiziellen Dokumenten weiter erwähnen, Münzen mit ihrem Bild prägen, zahlreiche Städte nach ihr benennen und ihre Verehrung fortbestehen. Gemäß der Inschrift der Mendes-Stele sei die Königin nach ihrem Tod durch die in Mendes vollzogenen altägyptischen Bestattungs- und Vergottungsrituale als lebender Ba und Göttin unter die Unsterblichen aufgenommen worden. Ptolemaios II. dekretierte, dass in allen Tempeln Statuen von ihr zu errichten seien. Sie wurde daher in sämtlichen lokalen Heiligtümern in den Kult des jeweiligen Hauptgottes als „Gastgöttin“ (griechisch Sýnnaos Theá) aufgenommen, so etwa dem Bock von Mendes und dem Ptah von Memphis beigesellt. Im Fayyum erscheint sie als Gastgöttin mit dem Kult des Gaugottes Sobek vereint. Ptolemaios II. ließ sich auch selbst auf ägyptischen Reliefs und Stelen bei seiner Verehrung der vergöttlichten Arsinoë darstellen. So zeigen ihn Abbildungen des Philadelphos-Tors vor dem ersten Pylon des Tempels von Philae bei der Opferung vor Isis und Arsinoë sowie vor Nephthys und Arsinoë.
Ptolemaios II. ließ seiner verstorbenen Schwestergemahlin auch Heiligtümer als selbständiger ägyptischer Göttin errichten. Ein derartiges Arsinoeion in Memphis unterhielt enge Beziehungen zum Ptah-Tempel; der Hohenpriester des Ptah war im 3. Jahrhundert v. Chr. neben anderen Funktionen auch für den dortigen Kult für Arsinoë zuständig. In der von Ptolemaios II. an den Bitterseen gegründeten Stadt Berenike wurde ebenfalls ein Arsinoeion angelegt, in dem Arsinoë als ägyptische Göttin verehrt wurde. In diesem Tempel wurden ferner Standbilder der „Geschwistergötter“ Ptolemaios II. und Arsinoë II. platziert, woraus hervorgeht, dass nicht nur die Griechen, sondern auch die Ägypter den Kult für Arsinoë als eigenständiger Göttin von jenem für die sie miteinbegreifenden Theoi Adelphoi trennten.
Den Fayyum ließ Ptolemaios II. in den Gau Arsinoites umbenennen, und hier wurde Arsinoë von Griechen wie von Ägyptern als neue Gaugöttin verehrt. Auf die Erhebung Arsinoës zur griechischen Göttin verfasste Kallimachos sein in nur wenigen Fragmenten erhaltenes Gedicht Ekthéosis Arsinóes. Bereits ab etwa 268 v. Chr. wurde eine als Kanephore (= „Korbträgerin“) titulierte, jährlich wechselnde Priesterin der Arsinoë im alexandrinischen Dynastiekult eingesetzt. Ptolemaios II. ließ ferner ein seiner Schwester gewidmetes Arsinoeion im Hafengebiet von Alexandria errichten. In ihm wurde eine Statue von Arsinoë aufgestellt, die aus einem großen Edelstein vom Roten Meer gestaltet wurde. Der ursprüngliche Plan des Architekten Timochares soll allerdings eine Eisenstatue vorgesehen haben, die mittels eines an der Decke angebrachten gewölbten Magnetsteines in einer frei schwebenden Position aufgerichtet werden sollte. Der vorzeitige Tod des Architekten habe aber die Ausführung dieser Konstruktion verhindert. Auch kam ein Obelisk aus Heliopolis innerhalb des Kultbezirks zur Aufstellung. Als griechische Göttin wurde Arsinoë außer mit Hera und Demeter insbesondere auch mit Aphrodite gleichgesetzt. Der Nauarch Kallikrates weihte ihr etwa als Aphrodite Euploia, d. h. Schutzherrin der Seefahrt, auf dem Vorgebirge Zephyrion östlich von Alexandria einen Tempel, der Hofdichter wie Kallimachos mehrfach zu Versen begeisterte.
Ptolemaios II. suchte auch durch weitere Maßnahmen die Verbreitung und Popularisierung von Arsinoës Kult zu fördern. Auf Münzen ließ er ihren idealisiert dargestellten Kopf mit dem Ammonshorn abbilden und durch ikonographische Elemente die Deifizierung seiner Schwester für Griechen wie für Ägypter deutlich machen. Seit 263 v. Chr. wurde auf Anordnung des Königs ein bedeutender Teil der auf Obst- und Weingartenprodukte in ganz Ägypten erhobenen Kultsteuer (Apomoira) für den in mehr als 25 Orten des Nillands belegten Arsinoë-Kult verwendet. Zur Begünstigung der Beliebtheit dieses Kults wurden auch zum Gedächtnis Arsinoës geschaffene Feste (sog. Arsinoeia) in Alexandria und der Chora veranstaltet. In der Hauptstadt leitete dabei die Kanephore die feierliche Prozession, an der sich die Alexandriner mit der Darbringung von Opfern beteiligen sollten.
Eine weite Verbreitung in zum Machtbereich der Ptolemäer gehörigen Hafenstädten des östlichen Mittelmeers fand der Kult für Arsinoë als Patronin der Seefahrt. In Kition auf Zypern feierte etwa eine 255/254 v. Chr. bezeugte Kanephore den Kult der vergöttlichten Ptolemäer-Königin. Auf Delos stiftete der Nesiarch Hermias das Fest der Philadelpheia für die bruderliebende Göttin Arsinoë, die hier in Gemeinschaft mit Apollon, Artemis und Leto erscheint. Auch auf Thera existierte im 3. Jahrhundert v. Chr. ein der Arsinoë gewidmetes Fest. Zahlreiche an vielen Orten des ägäischen Raums entdeckte Weihplaketten und Hausaltäre, auf denen Arsinoës Name verzeichnet ist, belegen die damalige Beliebtheit ihres Kults. Insgesamt war es Ptolemaios II. gelungen, mit der Deifizierung seiner Schwester eine neue, aus seiner Dynastie stammende, im ganzen östlichen Mittelmeerraum angesehene Göttin zu schaffen. Ihr Kult blieb auch im weiteren Verlauf des 3. und im 2. Jahrhundert v. Chr. in Ägypten und der gesamten Ägäis verbreitet. In Ptolemais ist etwa seit 185/184 v. Chr. eine Priesterin für Arsinoë belegt; und dieses sakrale Amt bestand auch unter Ptolemaios VI. und Ptolemaios VIII. weiter. Während der Regierungszeit des letztgenannten Königs lassen sich ab 139 v. Chr. in Ptolemais neben dem Kult für Arsinoë noch vier weitere gleichzeitig bestehende weibliche Priesterämter des dynastischen Kults (für Kleopatra I., Kleopatra II. und Kleopatra III.) nachweisen.
Im Jahr 2000 barg der Unterwasserarchäologe Franck Goddio in der versunkenen Stadt Kanopus in der Abukir-Bucht eine kopflose Statue aus schwarzem Granit, deren Entstehung ins 3. vorchristliche Jahrhundert datiert und Arsinoë II. zugeschrieben wird. Die Statue stellt sie als eine dem Wasser entsteigende Isis-Aphrodite dar, einzig gekleidet in ein transparentes Gewand.